# Filippo Sacchi
Filippo Sacchi (* 6. April 1887 in Vicenza; † 9. September 1971 in Pietrasanta) war ein italienischer Journalist, Schriftsteller, Filmkritiker und Lehrer.

## Leben
Nach seinen Studien am Gymnasium Antonio Pigafetta in Vicenza schrieb er sich an der Universität Padua ein, wo er zunächst Recht und dann Literatur studierte. Nach seinem Abschluss war er zunächst Lehrer am städtischen Gymnasium, dann in Mailand an der Technischen Schule G. B. Piatti. Als er 1914 beim Corriere della Sera eingestellt wurde, begann er seine Arbeit als Auslandskorrespondent und wurde in die damalige Österreichisch-Ungarische Monarchie, nach Marokko, Australien und Neuseeland entsandt. Für den Corriere verfolgte er die Weimarer Verfassunggebende Versammlung, den Spartakusaufstand und den Polnisch-Sowjetischen Krieg. Gleichzeitig begann er 1924 seine Zusammenarbeit mit der Wochenzeitschrift L’Illustrazione italiana, wo er eine der ersten Artikeln zur Filmkritik schrieb. Als Gegner des Faschismus wurde er 1926 aus dem Corriere entlassen und erhielt ein dreijähriges Berufsverbot. Eligio Possenti, Direktor der Sonntagsbeilage Domenica del Corriere, und Guido Treves, Herausgeber der Illustrazione Italiana, kamen ihm zu Hilfe. Beide nahmen Sacchi in ihren Redaktionen auf; der Kritiker unterzeichnete eine Kolumne mit Filmkritiken unter dem Pseudonym Loupe (was auf Französisch 'Linse' bedeutet). Ursprünglich betrachtete er dies als eine vorübergehende Tätigkeit im Hinblick auf seine Rückkehr auf die Weltbühne als Korrespondent. Aber das Kino hat ihn so sehr überzeugt, dass er 1929, als der neue Direktor des Corriere della Sera Aldo Borelli ihn nach Ablauf seines Verbots bat, bei der Zeitung die Kolumne für Filmkritik zu eröffnen, sofort zusagte. Seine erste Rassegna cinematografica erschien am 11. Mai 1929.
Im Jahr 1941 musste er den Corriere wieder verlassen, weil er den neuen Film mit Doris Duranti, der dem Regime missfiel, negativ besprochen hatte. Er fand einen bequemen Platz bei der Kulturbeilage La Lettura. Nach dem Sturz Mussolinis wurde er am 3. August 1943 zum Corriere zurückgerufen, um die Nachmittagsausgabe der Tageszeitung (die unter dem Titel Il Pomeriggio erschien) zu leiten. Er blieb fünfundvierzig Tage im Amt und war dann gezwungen, nach der deutschen Besetzung Italiens in die Schweiz zu fliehen. Er blieb bis zur Befreiung im Frühjahr 1945 in Locarno.
Zurück in Italien wurde er zum Herausgeber von La Lettura ernannt. In den folgenden Monaten reifte in ihm der Entschluss, sich aus dem Umfeld des Corriere della Sera zu lösen. Als die Amtszeit von Mario Borsa endete (6. August 1946), trat er wenige Tage später zurück. Er übernahm die Redaktion des Corriere Lombardo und wechselte 1949 zur Stampa, mit der er bis 1953 ausschließlich zusammenarbeitete. In dieser Zeit kritisierte er in mutigen Artikeln die italienische Regierung und die katholische Kirche wegen der Schließung der „Nomadelfia“-Gemeinschaft. Nachdem er die Zeitung La Stampa verlassen hatte, gab Sacchi die Filmkolumne der Zeitschrift Epoca heraus, die er bis zu seinem Tod führte. Im Jahr 1950 veröffentlichte er ein Handbuch zur staatsbürgerlichen Erziehung (L’ABC del cittadino) und widmete sich in seinen letzten Lebensjahren dem Verfassen von Geschichtsbüchern für Schüler der Mittelstufe.
Nach seinem Tod stiftete die italienische Gewerkschaft für Filmjournalisten (Sindacato Nazionale Giornalisti Cinematografici Italiani (SNGCI)) einen ihm gewidmeten Preis, der für die beste Hochschularbeit zu einem Filmthema vergeben wird. Er war mit Josepha Gianzana verheiratet und Vater zweier Kinder, Giorgio und Cecilia Sacchi, einer Schauspielerin. Er ist in einem einfachen Grab auf dem Friedhof von Griante in der Provinz Como begraben.

## Werke (Auswahl)

### Romane
- La casa in Oceania. Arnoldo Mondadori Editore, Mailand 1932.
- La Primadonna. Mondadori, Mailand 1941.
- Il mare è buono. Garzanti, Mailand 1946.
- Toscanini. Mondadori, Milano 1951 (neue Auflage: Longanesi, Mailand 1988)
- Felici e infelici. Longanesi, Mailand 1967.

### Andere Schriften
- Al cinema col lapis. Mondadori, Mailand 1958.
- Diario 1943–1944: un fuoriuscito a Locarno. (Hrsg.) Renata Broggini; mit einer Einführung von Alessandro Galante Garrone und einem Rückblick von Bruno Caizzi, G. Casagrande, Lugano 1987.
- Veneto, Saggio introduttivo. In: Veneto, Attraverso l'Italia. Illustrazione delle regioni italiane. Volume XVIII, Touring Club Italiano, S. 7–20, Mailand 1952
- L’ABC del cittadino. Arnoldo Mondadori Editore, Mailand 1950.